# Рейд на Ентеббе (фільм)
«Рейд на Ентеббе» (англ. Raid On Entebbe; 1977) — телефільм Ірвіна Кершнера.

## Сюжет
Сюжет фільму заснований на реальних подіях, відомих під назвою «Операція Ентеббе». Палестинські терористи захоплюють літак компанії «Ейр Франс». Президент Уганди Іді Амін приймає літак у себе в країні, обіцяючи заручникам звільнення, але нічого не робить. Ізраїльський уряд вирішує направити в Уганду спецназ для звільнення заручників, розміщених на території аеропорту Ентеббе в угандійській столиці.

## У ролях
- Пітер Фінч — Іцхак Рабін
- Мартін Болсам — Даніель Купер
- Горст Бухгольц — Вілфред Бьозе
- Тайг Ендрюс — Шимон Перес
- Джон Сексон — генерал-майор Бенні Пелед
- Джек Уорден — генерал-лейтенант Мордехай Гур
- Яфет Котто — Іді Амін
- Чарльз Бронсон — бригадний генерал Дан Шомрон
- Стефен Махт — підполковник Йонатан Нетаньяху
- Джеймс Вудс — капітан Семмі Берг
- Едді Константін — капітан Мішель Беко
- Діна Менофф — Рейчел Сейджер
- Девід Опатошу — Менахем Бегін